# Hypäthraltempel

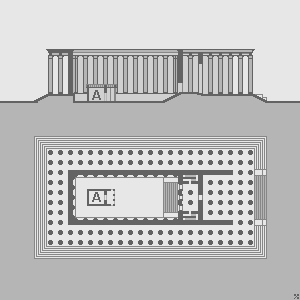
Rekonstruktion des Apollontempel von Didyma

Als Hypäthraltempel (altgriechisch ὑπαίθριος „unter freiem Himmel“) bezeichnet man einen Tempel, dessen Cella – beim Hypäthraltempel Sekos genannt – nicht überdacht war. Ein frühes Beispiel hierfür war der archaische Dipteros der Artemis von Ephesos, der wohl als Hypaithros konzipiert war.
Der Sekos konnte wie ein Innenhof ausgebildet sein, in dem frei das Adyton stand, das selbst in der Gestalt eines Tempels konstruiert sein konnte (z. B. Didyma, Apollon-Tempel). Zugänglich war der Sekos durch die überdachte Vorhalle, den Pronaos. In Didyma steigerte man Wirkung und Dramatik des riesigen Sekos durch eine 15 Meter breite, von Wangen gefasste Freitreppe mit 24 Stufen, die vom überdachten Pronaos in den abgesenkten 22 Meter breiten, 54 Meter langen und über 25 Meter hohen Innenhof führte, dessen Wände durch Pilaster auf einem hohen Sockel gegliedert waren. In einem Sekos dieser Größe hätte selbst der stattliche Athenatempel von Tegea Platz gefunden.

## Begriffsherkunft
Die Bezeichnung Hypäthraltempel geht auf Vitruv zurück, der Tempel dieser Art hypaithros nennt und als einziges Beispiel das zu seiner Zeit nicht fertiggestellte Olympieion in Athen anführt. Der unter Kaiser Hadrian um 130 n. Chr. vollendete Bau stellt jedoch kein Beispiel für einen Hypäthraltempel dar.

## Geschichte

Kamutef-Haupttempel in Karnak

Hypäthraltempel gab es bereits im Alten Ägypten. Ein Beispiel dafür ist der unter Hatschepsut dem Gott Amun-Re-Kamutef geweihte Tempel des Kamutef von Karnak.
Den Haupttempel erbaute Hatschepsut ursprünglich ebenerdig. Der Vorhof (1) reichte über die ganze Gebäudebreite und ragte zwei Fünftel in das Tempelgebäude hinein. Der restliche Teil war in drei nahezu gleich große Bereiche aufgeteilt, die keine direkte Verbindung miteinander hatten. Der untere und obere Bereich war jedoch vom Vorhof über Seitengänge erreichbar.
Der mittlere Teil bestand aus einem in sich geschlossenen Kerntempel. Sein einziger Zugang führte vom Vorhof in eine Säulenhalle (2), deren Decke vier Pfeiler trugen. Neben der Säulenhalle lag eine nicht überdachte Sonnenhalle (3), deren Seiten jeweils mit einer Kapelle (4 und 6) und zugehörigem Vorraum (5 und 7) verbunden waren.